# シェゾ・ウィグィィ
シェゾ・ウィグィィ（Schezo Wegey）は、コンパイルのコンピュータゲーム『魔導物語』・『ぷよぷよ』シリーズの登場人物。

## 概要
闇の剣を携え、古代魔導を操る闇の魔導師の青年。銀髪で青眼、青いバンダナをつけている。暗闇を誰よりも愛する「闇の魔導師」の称号を持つ。一人称は多くの作品で「俺」だが、作品によっては「私」や「俺様」なども使っている。
多くの作品において、自らの魔力を高めるために他者や秘宝などから魔力を奪おうとしており、彼の能力の前には"魔導師仲間"は存在しない。彼にとって自分以外の魔導師は、大魔導師になるための踏み台ないし餌に過ぎなかった。特に魔導師の少女アルル・ナジャは幼い頃から天才と呼ばれており、絶好の獲物として執拗に付け狙っている。一方で、彼女に対して「お前の魔力が欲しい」と言うべき所を「お前が欲しい」「お前の全てを俺にくれ」などとしばしば言い間違えてしまうため、アルルの一言で、周囲から「ヘンタイ魔導師」呼ばわりされてしまっている。
その反面で、『す〜ぱ〜なぞぷよ通 ルルーの鉄腕繁盛記』では偶然とはいえルルーの下着を覗くなど、シェゾ自身が自主的に変態的な行動をとる場面が含まれる作品もある。
キャラクターの初出は、1989年11月7日発売のMSX2用ディスクマガジン『ディスクステーション SPECIAL クリスマス号 (#SP5)』に収録された小作品『魔導物語 EPISODE II CARBUNCLE』だが、この時点では主人公のアルル同様個人名で呼ばれることはなく、単に「魔導師」や「魔導師のお兄さん」と呼ばれていた。また、同作の取扱説明書に記載されたストーリーでは、アルルが彼のことを変態として認識する描写がある。
「シェゾ・ウィグイイ」という名前は、『魔導物語 EPISODE II CARBUNCLE』の強化版にあたるMSX2版『魔導物語1-2-3』（1990年）の取扱説明書にて古代魔導語で「神を汚す華やかなる者」という意味がある旨が説明された。また、『魔導物語1-2-3』本編においても「シェゾ」という個人名が登場している。
翌年（1991年）発表されたPC-98版『魔導物語1-2-3』ではフルネームが「シェゾ・ウィグィィ（末尾が小書き文字）」に変更され、本作以降の作品ではこれが正式名称となる。
なお、作品によっては、名前が「She-zo」（『魔導物語A・R・S』など）、「Shezo」（『ぷよぷよ』『ぷよぷよ通』の一部機種など）と綴られている場合があるが、現在の公式の綴りは「Schezo」となっている。また、 ヨーロッパで稼動していたAC版『ぷよぷよ』では「Devious」という名前に変更されている。
多くの作品において、年齢不明の人物として設定されている一方で、シェゾの少年時代を描いた『魔導物語A・R・S』のシェゾ編のみ「14歳」と明言されている。なお、小説『真・魔導物語』の設定に準拠した「魔導物語年表」では、このシェゾ編での出来事が「アルル誕生の150年前」として設定されているが、本編における公式設定ではない。

## プロフィール
- 身長
  - 184cm（『ぷよぷよ通』、『ぷよぷよSUN』、『真・魔導物語』における『魔導物語』世界での身長）
  - 178cm（『真・魔導物語』における『ぷよぷよ』世界での身長）
- 体重
  - 71kg（『ぷよぷよ通』、『ぷよぷよSUN』、『真・魔導物語』における『魔導物語』世界での体重）
  - 68kg（『真・魔導物語』における『ぷよぷよ』世界での体重）
- 誕生日：3月16日
- 星座：うお座

## 作中における活躍

### コンパイル時代
初出である『魔導物語 EPISODE II CARBUNCLE』では、物語の序盤で主人公を眠らせて監禁し、脱出してきた主人公に倒される役回りである。
一方で、彼の代表的な魔法である「アレイアード」と「アレイアードスペシャル」はこの作品に登場していた。
MSX2版『魔導物語1-2-3』（1990年）にも登場しており、この作品からシェゾが闇の剣を持つようになる。また、『魔導物語 EPISODE II CARBUNCLE』においてシェゾが倒された際には音を立てて蒸発する描写がなされていた一方、MSX2版『魔導物語1-2-3』では単なるばたんきゅーのみに変更されている。
PC-98版『魔導物語1-2-3』（1991年）では、頭身が高くなり、デザインもリアルなものに変更されている。また、シェゾはダメージを受けると頚動脈から血を流していき、首が切断された後もなお首だけのまま襲い掛かってくるというややグロテスクな描写に変更されている。
アーケードで稼働したパズルゲーム『ぷよぷよ』（1992年）では、シェゾはステージ10の対戦相手として登場しており、ストーリーデモでは原典と同様にアルルの力を狙っており、アルルからは責められている。本作以降、コンパイル制作の『ぷよぷよ』シリーズではほぼ全ての作品にシェゾがレギュラーとして登場することになる。
ゲームギア版『魔導物語II 〜アルル16才〜』（1994年）ではMSX2版同様に倒されてもばたんきゅーのみだが、『ぷよぷよ』シリーズや後述の『魔導物語A・R・S』発売後であることも影響し、原典とは異なりシナリオ終盤までシェゾがアルルを追って何度も登場することになる。
多くのコンパイルキャラクターが偉人に扮して登場する『アルル漫遊記』（『ディスクステーションVol.13』収録）では土方歳三として登場している。
小学館の学年別学習雑誌に連載されていた漫画『とっても!ぷよぷよ』では遊園地を経営しており、園内の遊具は魔力で動いているという設定がされているが、自身の魔力だけでは動かすことができないため（それが原因で臨時休業に追い込まれたこともある）、遊具を動かすためにアルルの魔力を狙っている。
なお、シェゾが主人公として登場する作品は、以下のものがある。
- PC-9801版『魔導物語A・R・S』（1993年）のシェゾシナリオ
  - 少年時代のシェゾが主人公。人の良い少年だった彼が、修学旅行で訪れたラーナの遺跡にて、封印されていた闇の魔導師「ルーン・ロード」に魅入られて無理矢理力を受け継がされて闇の魔導師として覚醒し、狂った人生を歩み始める様が描かれる。
- 各機種版『ぷよぷよSUN』（1996年）のむずいモード
- Windows版『魔導物語 魔導師の塔』（1997年）
- セガサターン版『わくわくぷよぷよダンジョン』（1998年）、PlayStation版『わくぷよダンジョン決定盤』（1999年）

上記のうち、『魔導師の塔』以外は「3人の主人公の中のひとり」として扱われている。また、『ぷよぷよ』シリーズの多くでは対戦相手として登場するほか、プレイヤーキャラクターとして選択できる作品もあり、『なぞぷよエディタ』ではストーリーは無いが単独のプレイヤーキャラクターとして登場した。
『ぷよぷよ〜ん』では、GBC版以外の特技は「アレイアード・スペシャル」、GBC版の特技は「ネオスラッシュ」。『ぷよぷよBOX』の「ごちゃまぜぷよぷよ」で「よ〜ん」スタイルの敵キャラとして登場するときの特技は「ネオスラッシュ」。

### セガ時代
セガがキャラクターを一新した『ぷよぷよフィーバー』を発売して以降は出番がしばらく途絶えており、『ぷよぷよフィーバー2』（2005年）のアルルの記した手記で「ヘンタイっぽい闇の魔導師」が元の世界に居たと言及される程度だったが、その後『ぷよぷよ! Puyopuyo 15th anniversary』（2006年）にて初代キャラクターの1人として復活し、それ以降の『ぷよぷよ』シリーズでは再びレギュラーとして常に登場している。また、『ぷよぷよ! 15th』と『ぷよぷよ!! 20th』ではシェゾを含む全プレイヤーキャラクターに個別のシナリオが用意されており、『ぷよぷよテトリス』でも有料DLCストーリーの「EX9章 プリンプのゆめ」がシェゾを主人公にした番外エピソードになっている。
下着をのぞくといった変質的な行動はとらなくなった一方、「ヘンタイ魔導師」という設定は更に強調されており、アルル以外の者に対しても「お前が欲しい」と言って誤解を招いている。
また、可愛い生き物が好きだという一面が強調され、『15th』以降はどんぐりガエルに対して一方的に好意を寄せている他、『20th』以降はおにおんやりすくませんぱいをも可愛いと思い、『テトリス』のDLC追加ストーリーではさかな王子にも（最初は敵視していたが）「よく見たらかわいいな」と同様に好意を寄せている。

## セッティング
『魔導物語1-2-3』のディレクターの米光一成によれば、シェゾ、および同作のキャラクターのサタンは、いずれもタニス・リーの幻想小説『闇の公子』に登場するキャラクターがモデルになっているとされる。
また、『ぷよぷよ』などで登場した「おまえが欲しい」というシェゾの台詞の由来は、『魔導物語』のプログラミングを担当し、『ぷよぷよ』の開発にも携わっていた、たつき・けいの失言である。

## シェゾを演じた人物

### 声優
ジェミニ広野
当時のコンパイル社員。
- PC-98版『魔導物語1-2-3』

金光一昭（元RCC中国放送、エフエム山口パーソナリティ）
- 『魔導物語A・R・S』（ドッペルゲンガーシェゾも担当）

井上和彦
- PCエンジンSUPER CD-ROM2版『ぷよぷよCD』
- サウンドトラック・ドラマCD『ばよえ〜ん!! THE MEGA TRACKS OF ぷよぷよCD』
- PCエンジンSUPER CD-ROM2版『ぷよぷよCD通』

大塚雄史郎
コンパイル主催の自社オーディションによって選ばれた。
- PlayStation版『ぷよぷよ通 決定盤』（他にWindows 95・Macintosh PowerPC・ネオジオポケットカラー版も担当）
- 『ぷよぷよSUN』（セガサターン版以降は、ボイスが録り直されている）
- 『魔導物語 はちゃめちゃ期末試験』
- 『魔導物語〜魔導師の塔〜』
- 『わくわくぷよぷよダンジョン』（ドッペルゲンガーシェゾも担当）
- 『魔導RUN』
- セガサターン版『魔導物語』
- 『ぽけっとぷよぷよ〜ん』（『ぷよぷよ〜ん』のゲームボーイカラー版、『ぷよぷよSUN』の連鎖ボイスを流用）
- 『なぞぷよエディタ』（『ぷよぷよSUN』のボイスを流用）
- 『たいぷdaぷよぷよ』（PlayStation版『ぷよぷよ通』および『ぷよぷよSUN』のボイスを流用）
- 『みんなでぷよぷよ』（『ぷよぷよSUN』のボイスを流用）
- ディスクステーション収録ムービー

松本保典
- 『ぷよぷよ〜ん』（『ぽけっとぷよぷよ〜ん』は一部ボイスのみ、没ボイスあり）
- 『ぷよぷよDA! -featuring ELLENA System-』（『ぷよぷよ〜ん』のボイスを流用）

森田成一
- 『ぷよぷよ! Puyopuyo 15th anniversary』以降のセガ製作作品

Ben Lepley
- 『Puyo Puyo Tetris』（英語版）

上記の他、初期の作品（MSX2版『魔導物語1-2-3』、アーケード版『ぷよぷよ』、アーケード版『ぷよぷよ通』など）では当時のコンパイル社員などが声を担当していた（担当者名は不明）。

### 俳優
仲田健一
- セガサターン版『ぷよぷよ通』テレビCM

ルウト
- 舞台『ぷよぷよ オンステージ』

## 反響
『ぷよぷよ!!クエスト』の7周年を記念した人気投票ではシェゾが1位を取った。
また、翌年に行われた同作の8周年記念を記念した人気投票では5位にランクインした。